# Greenville (Carolina del Sud)
Greenville és una població dels Estats Units a l'estat de Carolina del Sud. Segons el cens del 2009 tenia 61.782 habitants.

## Demografia
Segons el cens del 2000, Greenville tenia 56.002 habitants, 24.382 habitatges i 12.581 famílies. La densitat de població era de 829,4 habitants/km².
Dels 24.382 habitatges en un 22,3% hi vivien nens de menys de 18 anys, en un 32,7% hi vivien parelles casades, en un 15,5% dones solteres, i en un 48,4% no eren unitats familiars. En el 40,8% dels habitatges hi vivien persones soles el 12,8% de les quals corresponia a persones de 65 anys o més que vivien soles. El nombre mitjà de persones vivint en cada habitatge era de 2,11 i el nombre mitjà de persones que vivien en cada família era de 2,9.
Per edats la població es repartia de la següent manera: un 20% tenia menys de 18 anys, un 13,8% entre 18 i 24, un 31,3% entre 25 i 44, un 20,5% de 45 a 60 i un 14,4% 65 anys o més.
L'edat mediana era de 35 anys. Per cada 100 dones de 18 o més anys hi havia 86,8 homes.
La renda mediana per habitatge era de 33.144$ i la renda mediana per família de 44.125$. Els homes tenien una renda mediana de 35.111$ mentre que les dones 25.339$. La renda per capita de la població era de 23.242$. Entorn del 12,2% de les famílies i el 16,1% de la població estaven per davall del llindar de pobresa.

## Poblacions més properes
El següent diagrama mostra les poblacions més properes.

## Fills il·lustres
- Charles Hard Townes (1915 - 2015) físic, Premi Nobel de Física de l'any 1964.